# Piotr Turek (duchowny)
Piotr Turek (ur. 16 września 1962 w Łodzi) – polski duchowny rzymskokatolicki archidiecezji łódzkiej, kanonik, doktor teologii, archidiecezjalny duszpasterz głuchoniemych, laureat plebiscytu Łodzianin Roku 2001, wieloletni współorganizator i uczestnik Pieszej Pielgrzymki z Łodzi na Jasną Górę, duszpasterz energetyków, elektryków, elektroników.
Pochodzi ze śródmiejskiej parafii Podwyższenia Świętego Krzyża w Łodzi. W 1988 ukończył łódzkie Wyższe Seminarium Duchowne, przyjął święcenia kapłańskie oraz zdobył tytuł magistra teologii na KUL-u. Następnie oddelegowany na wikariusza do parafii św. Małgorzaty w Witowie. Kolejno przenoszony do piotrkowskiej parafii Najświętszego Serca Jezusowego oraz parafii łódzkich: Matki Boskiej Fatimskiej, św. Mateusza Ewangelisty i Świętych Apostołów Piotra i Pawła. W 1992 uzyskał licencjat naukowy w zakresie teologii praktycznej w Akademii Teologii Katolickiej. W 1996 trafił do swej rodzimej parafii, gdzie pracował, z krótką przerwą urlopową, do lata 2009. W 2006 został doktorem teologii Papieskiej Akademii Teologicznej w Krakowie. Dnia 10 sierpnia 2009 ustanowiony proboszczem parafii św. Anny w Łodzi. W grudniu 2009 odznaczony przez metropolitę łódzkiego rokietą i mantoletem.
W swej pracy duszpasterskiej silnie zaangażował się w pomoc osobom głuchoniemym. Barierę w kontakcie z nimi pokonał poprzez opanowanie znajomości języka migowego. W 1991 został mianowany diecezjalnym duszpasterzem głuchoniemych. Od 1998 poświęcił się tej pracy szczególnie. Zaczął organizować imprezy charytatywne, z których zyski przeznaczał na letnie i zimowe wyjazdy wakacyjne dla dzieci. Jego działania zostały dostrzeżone w 2001 nominacją do plebiscytu Łodzianin Roku, który zwyciężył za sprawą największej liczby głosów od czytelników, słuchaczy i widzów łódzkich mediów..
Dla lepszego przeżywania liturgii przez głuchoniemych, ks. Turek zdecydował tłumaczyć na język migowy nabożeństwa transmitowane przez telewizję (jego postać wyświetlano w dolnym narożniku ekranu). W 2004 natomiast pierwszy raz w historii polskiej telewizji odbyła się transmisja mszy migowej dla głuchoniemych, sprawowanej przez duchownego.